# خانه امام جمعه (تهران)

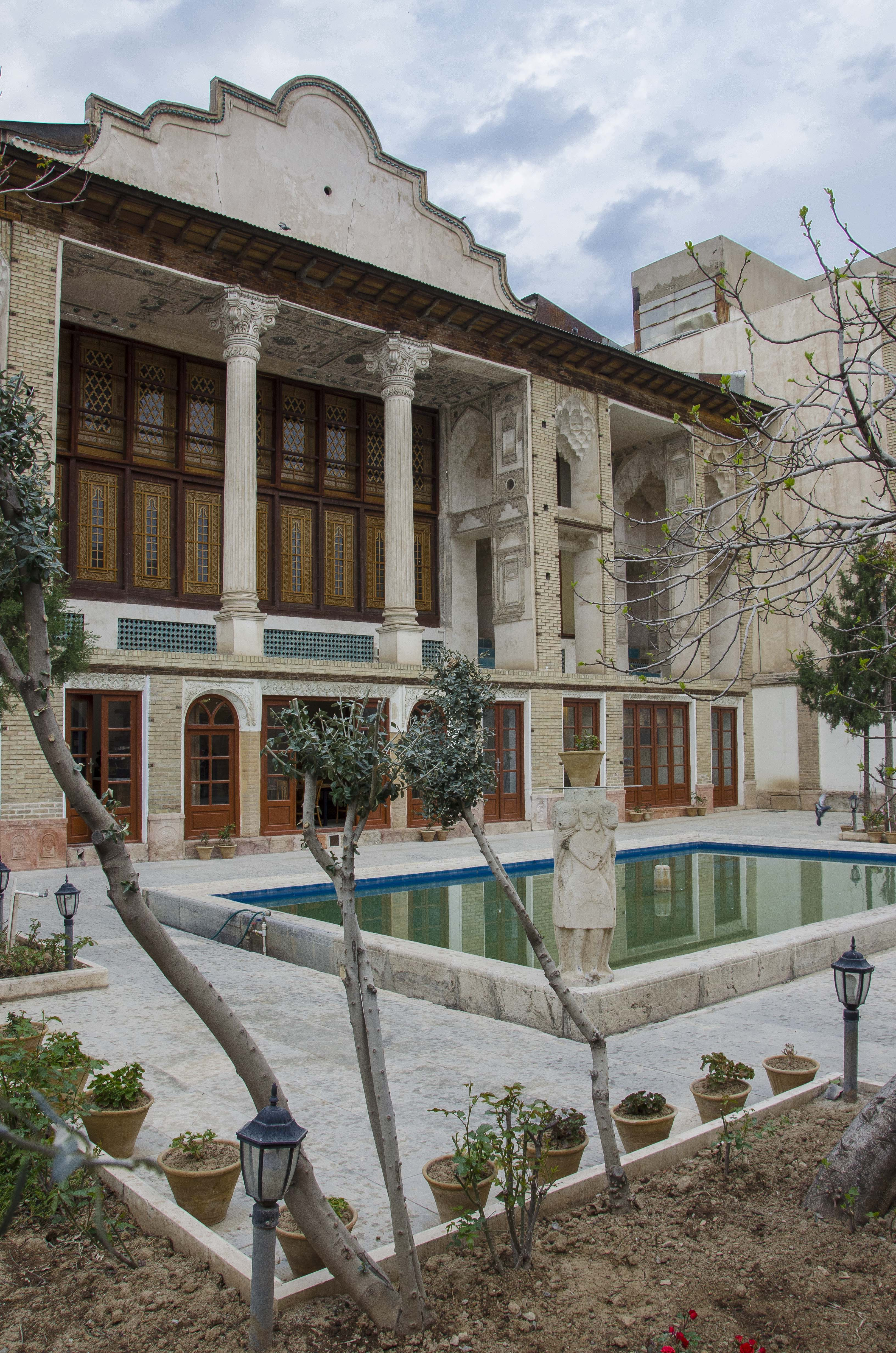
خانه امام جمعه

خانه امام جمعه دارای یک کرسی هشت ضلعی در طبقه اول است در محدوده بافت تاریخی تهران طول شرقی ۸، ۲۵۲، ۵۱ و عرض شمالی خیابان ناصر خسرو (ناصری سابق) روبروی وزارت دارائی در کوچه امام جمعه قرار گرفته است. محله‌ای که این خانه در آن واقع شده در گذشته‌های دور به نام محله عودلاجان شهرت داشته است و تکیه دولت سابق هم در همین محله و با اندکی فاصله از خانه امام جمعه قرار داشته که امروزه نشانه‌های معماری آن محو شده است. قدمت این بنا به دوره قاجاریه و به سال‌های ۱۲۸۰ هـ. ق تا ۱۳۰۰ هـ. ش می‌رسد و در تاریخ ۲۶ آبان ۱۳۷۵به ماده ۱۷۷۲ در فهرست آثار ملی ثبت گردید.
بنای تاریخی "خانه امام جمعه"، یکی ازنفیس ترین خانه های تهران متعلق به میرزا آقاخان نوری ملقب به اعتمادالدوله، دومین صدراعظم دربار ناصری است و در حدود سال 1221 خورشیدی در محله تاریخی و اعیان نشین عودلاجان تهران و در کوچه آقاخان، موسوم به خانه های میرزا آقاخان ساخته شده است .پس از فوت میرزاآقاخان که در سال 1243 اتفاق افتاده، این عمارت حدود 40 سال  تحت تملک وراث وی (میرزاکاظم خان )قرارگرفت و  در حدود سال 1285 ، به شخصی به نام  حاجی یحیی، امام جمعه خوی واگذار شده است. ایشان که در اولین دوره مجلس شورای ملّی، از طرف اهالی آذربایجان به عنوان نماینده انتخاب شد، پس از ورود به تهران در این عمارت سکنی گزید.امکان بازدید از این عمارت زیبا فعلا وجود دارد.

## نگارخانه

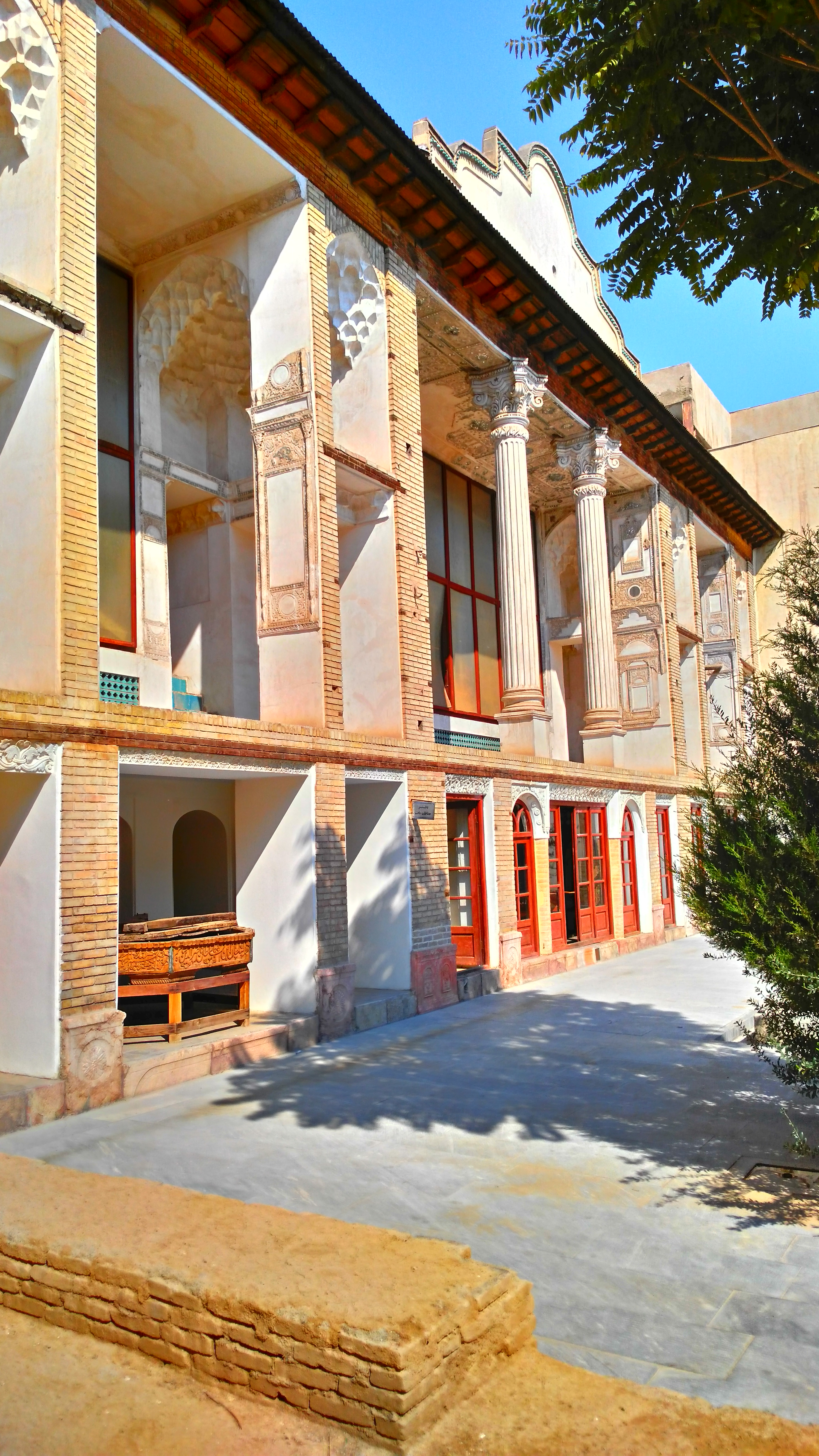
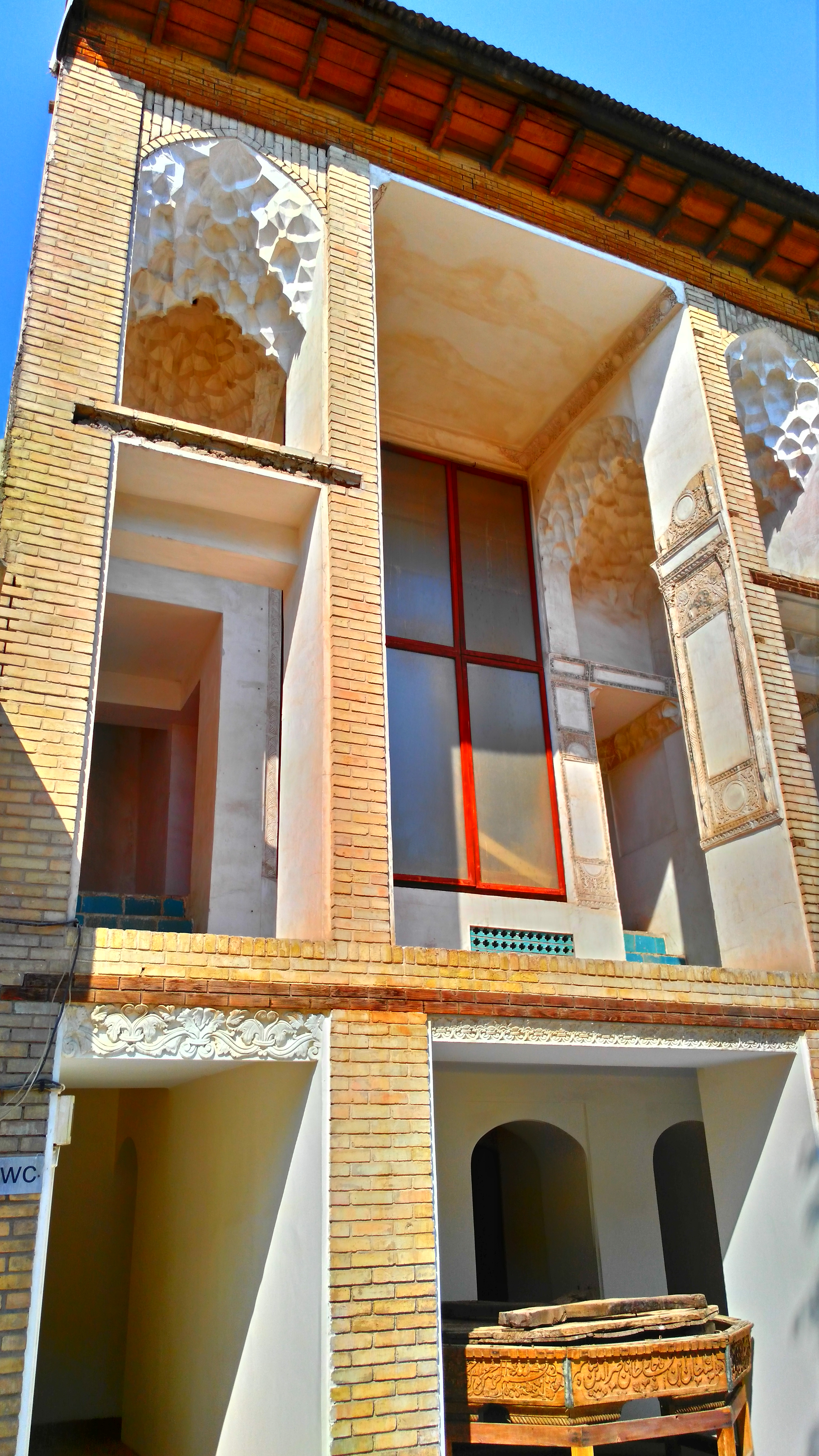
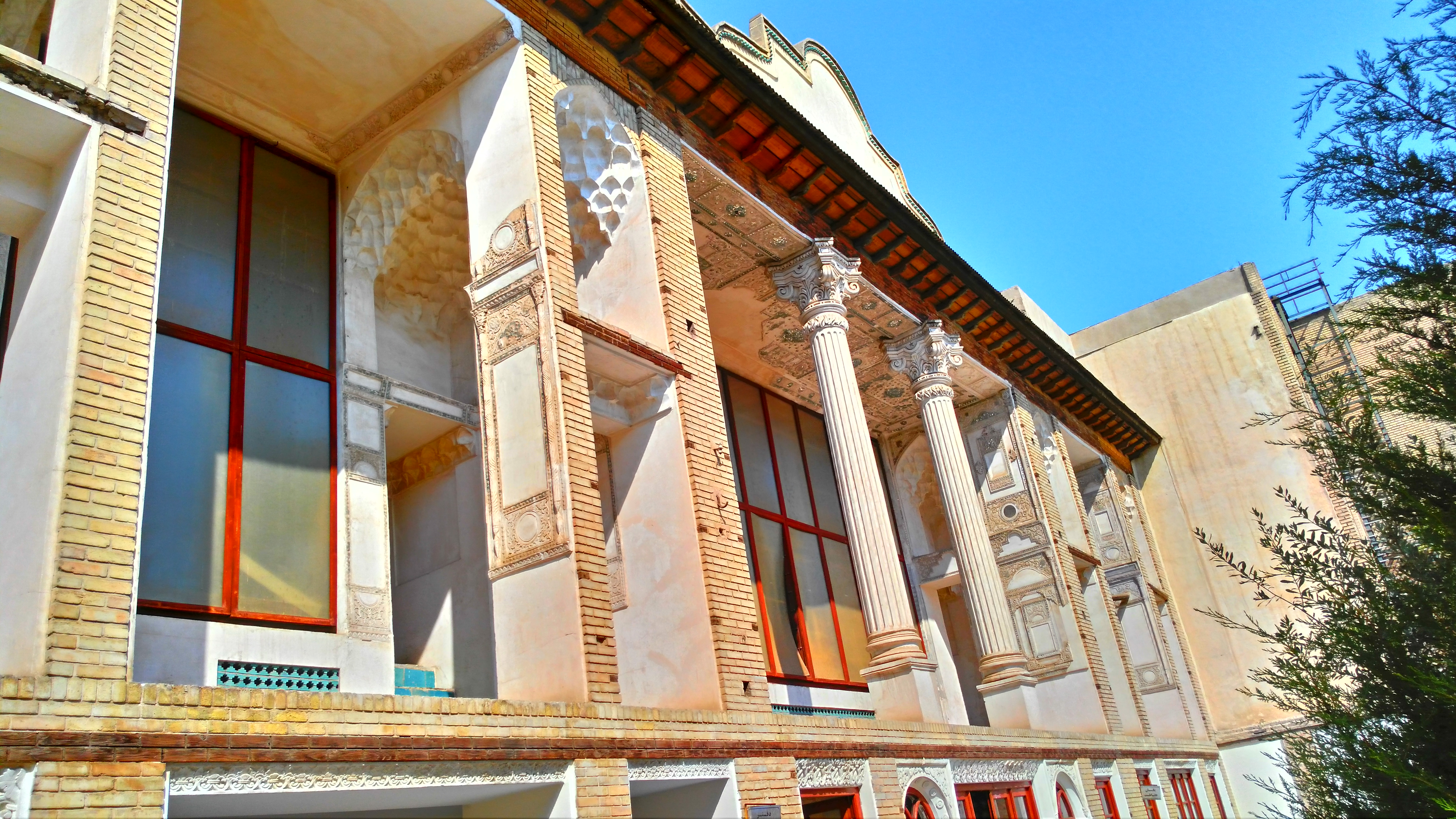
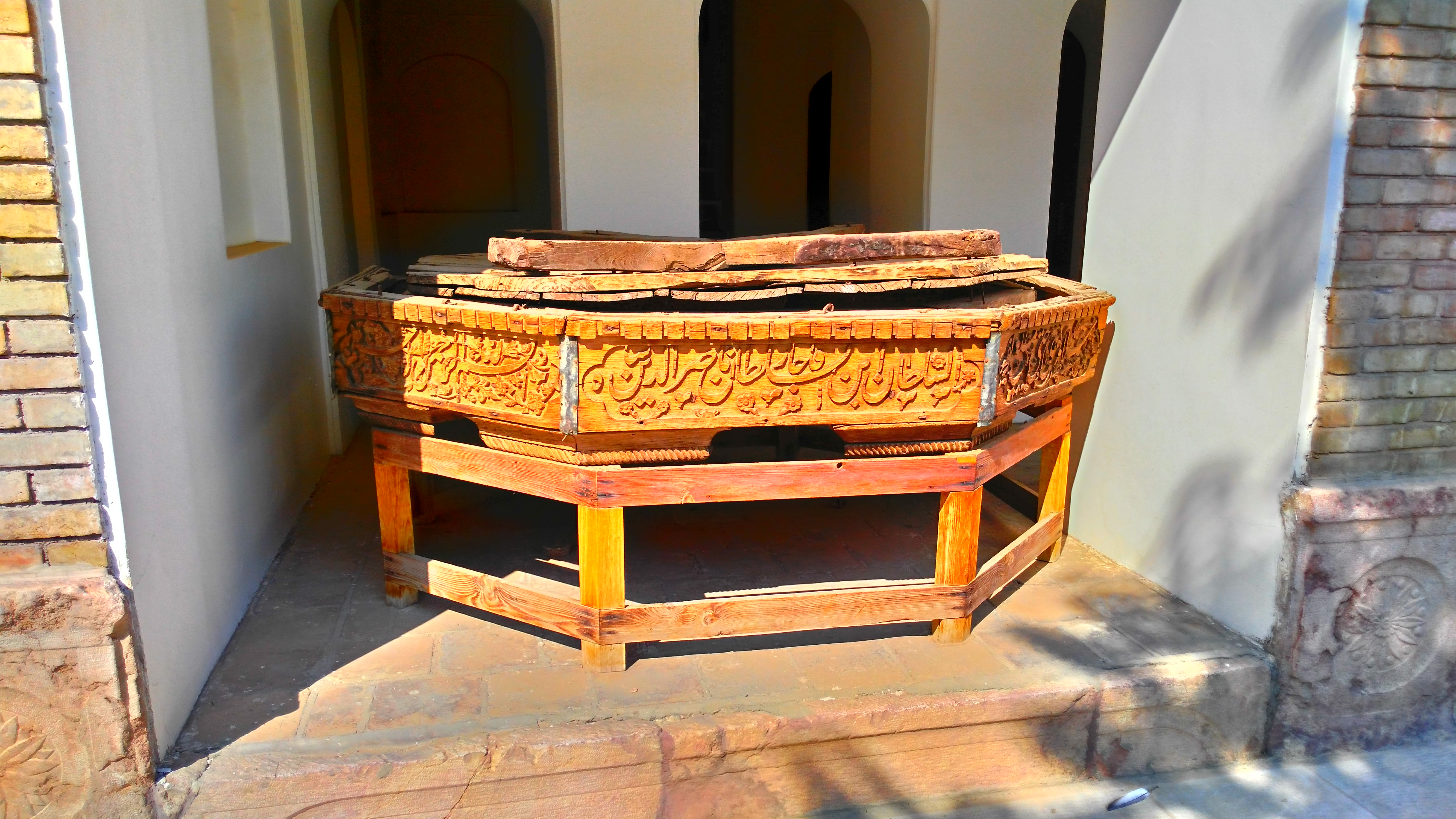
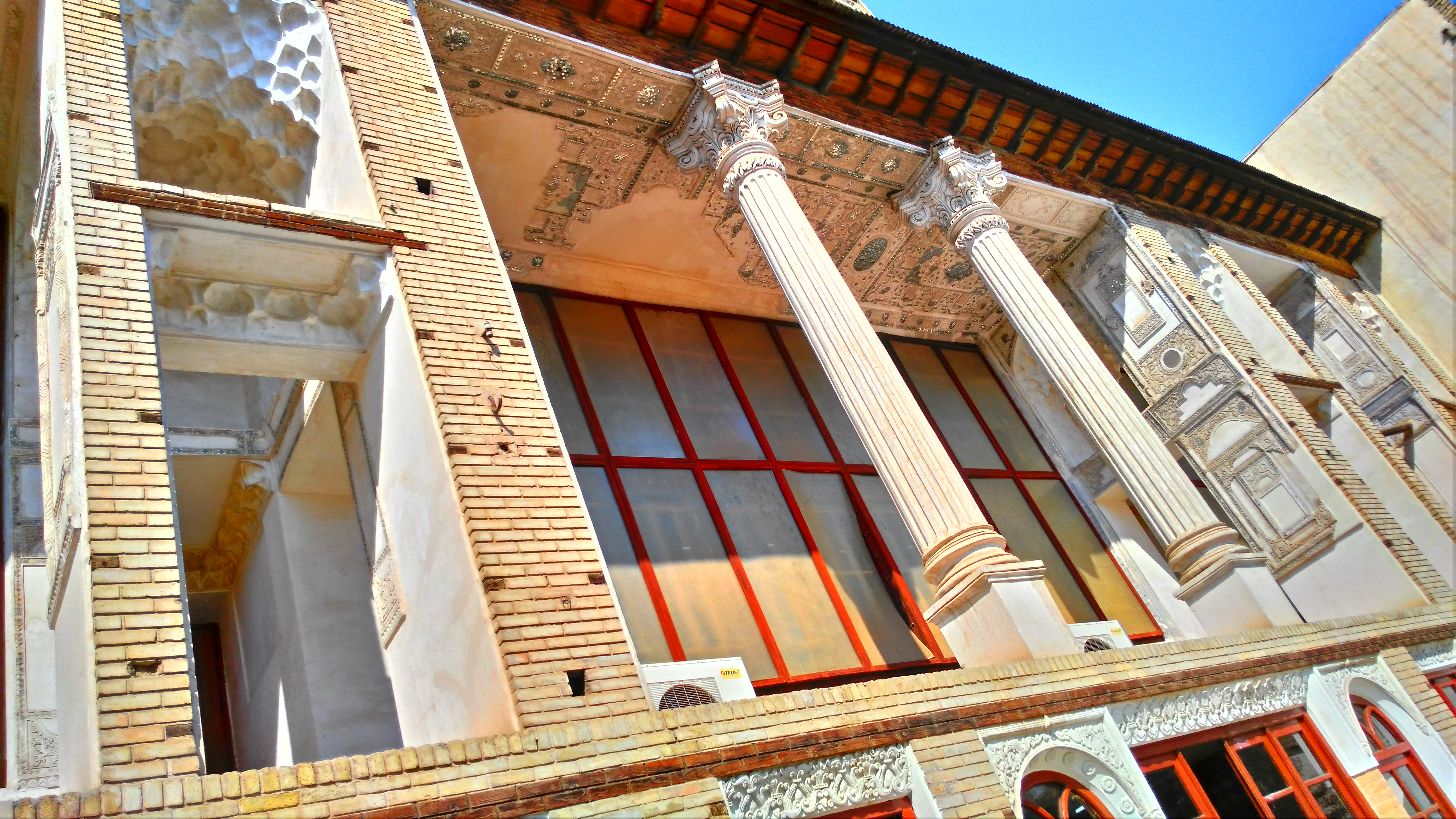
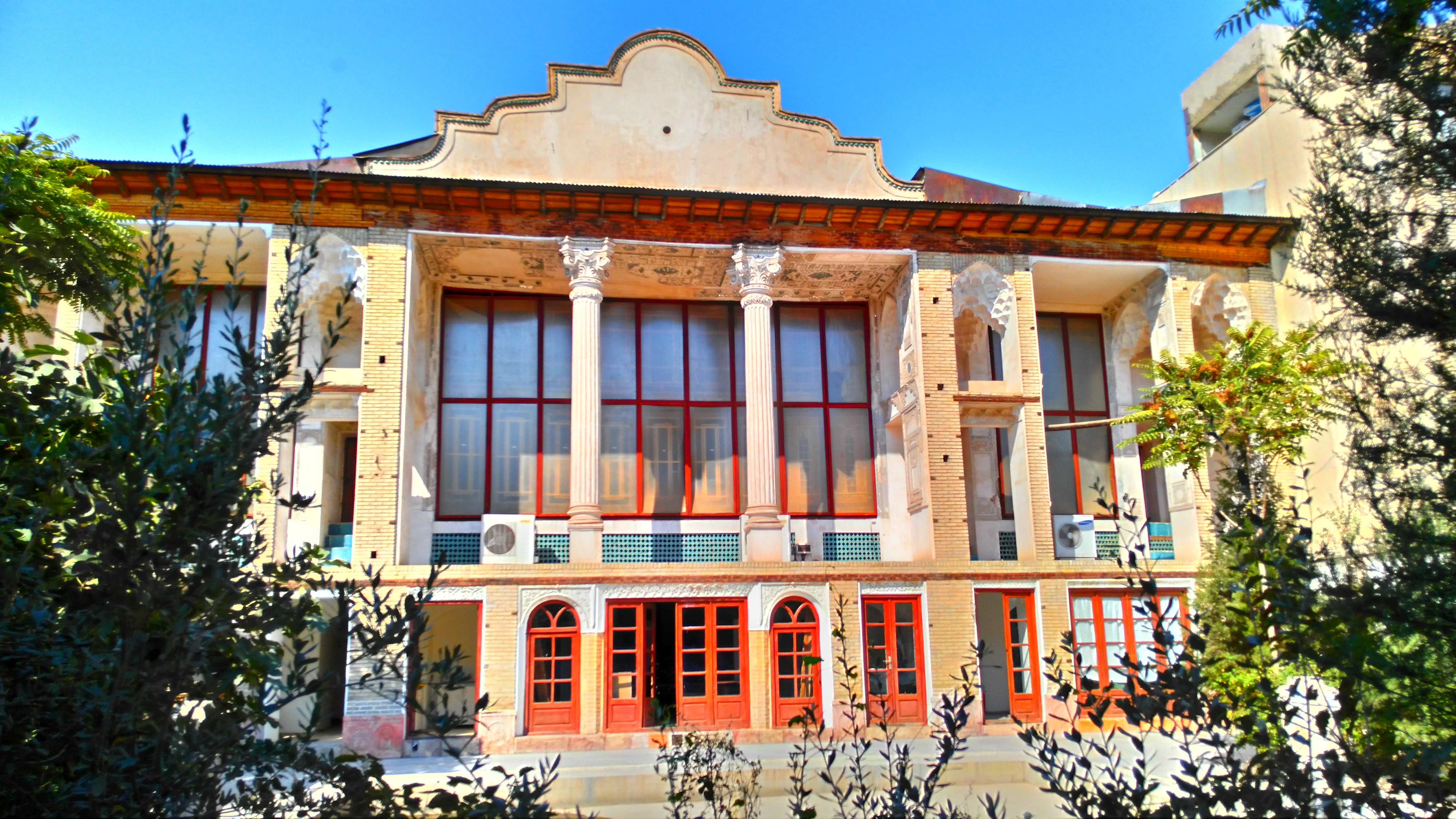
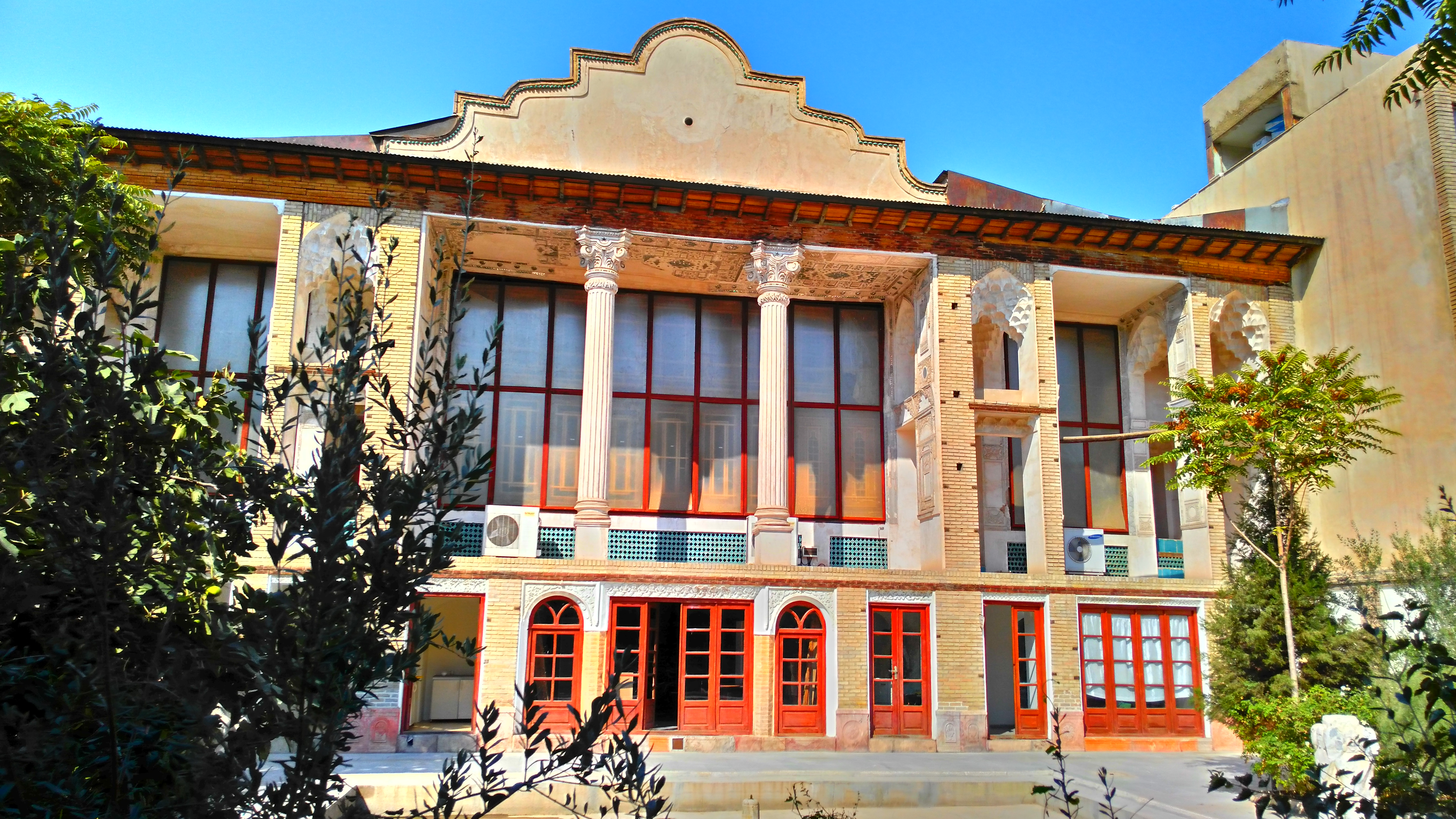